# Úhořilka
Úhořilka (en allemand : Preußdorf) est une commune du district de Havlíčkův Brod, dans la région de Vysočina, en République tchèque. Sa population s'élevait à 47 habitants en 2020.

## Géographie
Úhořilka se trouve à 10 km au sud-sud-ouest de Havlíčkův Brod, à 15 km au nord-nord-ouest de Jihlava et à 100 km au sud-est de Prague.
La commune est limitée par Lípa à l'ouest et au nord-ouest, par Kochánov au nord-est et à l'est, par Úsobí au sud et au sud-ouest.

## Histoire
Úhořilka fut le lieu où résida pour une nuit l'empereur François II du Saint-Empire le 1er décembre 1805, à la veille de la bataille d'Austerlitz. Il fut contacté au soir de cette journée par un diplomate de Napoléon, nommé Nicolas Brocard, qui tenta de le convaincre d'accepter la paix proposée par l'Empereur français.